# Маєток Долинського
Має́ток Доли́нського — дерев'яна панська садиба у селі Пекарів (Чернігівська область, Україна).
Збудований у 1834 році. Належав родині Григорія Долинського, українського військового та державного діяча XVIII століття.

## Історія
У 1762 році гетьман Кирило Розумовський віддав село Пекарів полковому осавулу Григорію Долинському. Йому дістався маєток від батька і діда, де він і жив до своєї смерті до 1799 року.
У 1834 році в Пекареві було збудовано новий маєток, де жила родина Григорія Долинського. Він служив їм будинком відпочинку на літній період, а їхні слуги були тут і взимку. Долинські володіли маєтком до революції 1917 року, його останньою поміщицею була Софія Долинська. У роки революції маєток було частково розгромлено.
У 1923 році садиба була відбудована, і в ній розмістили школу, яка пропрацювала в цій будівлі до 2001 року.
Маєток був закинутий і поступово руйнувався, аж поки у 2023 році їм не зацікавилася ініціатива «Спадщина.UA». У липні 2023 року будівлі змінили цільове призначення із «приміщення школи» на «нежитлову будівлю». У лютому 2024 року команда проєкту анонсувала відновлення маєтку, що включатиме вивчення автентичного вигляду будівлі, впорядкування садиби та прилеглої території, розробку концепції майбутнього найкращого пристосування маєтку та пошук нового господаря.

## Опис
Маєток Долинського — це двоповерхова дерев'яна будівля, збудована у стилі класицизму.
Будівля симетрична у плані; з її фасадної та тильної сторони знаходяться портик із фронтоном, що спирається на чотири дерев'яні колони тосканського ордера. Зовні стіни будинку прикрашені різьбою по дереву, а знизу муровані плінфою. Садиба побілена білою глиною («маслянкою») і підведена знизу жовтою вохрою.
Будівля має три входи. На першому поверсі знаходився великий зал для прийому гостей та кухня. Другий поверх будинку був зайнятий спальними кімнатами, до яких ведуть гвинтові сходи.
Проєкт «Спадщина.UA» назвав маєток Долинського «чи не єдиним збереженим донині на Лівобережжі зразком української дерев'яної класицистичної палацової архітектури».